# China (film)
China is een Amerikaanse oorlogsfilm uit 1943 onder regie van John Farrow.

## Verhaal
In 1941 verkopen de Amerikanen David Jones en Johnny Sparrow  in China olie aan het Japanse leger. In Shanghai wordt Johnny verliefd op Carolyn Grant, een lerares die sterk meevoelt met de Chinezen. Wanneer hij getuige is van de Japanse wreedheden, gaat Johnny twijfelen aan de manier waarop hij zijn geld verdient.

## Rolverdeling
| Acteur          | Personage                  |
| --------------- | -------------------------- |
| Loretta Young   | Carolyn Grant              |
| Alan Ladd       | David Jones                |
| William Bendix  | Johnny Sparrow             |
| Philip Ahn      | Lin Cho                    |
| Iris Wong       | Kwan Su                    |
| Victor Sen Yung | Lin Wei                    |
| Marianne Quon   | Tan Ying                   |
| Jessie Tai Sing | Student                    |
| Richard Loo     | Lin Yu                     |
| Irene Tso       | Donald Duck                |
| Ching Wah Lee   | Chang Teh                  |
| Soo Yong        | Tai Shen                   |
| Beal Wong       | Kapitein Tao-Yuan-Kai      |
| Bruce Wong      | Assistent van kapitein Tao |
| Tala Birell     | Blonde Russin              |